# ظاظا (فلم)
ظاظا فيلم كوميدي مصري أٌنتج عام 2006، وهو آخر أعمال كمال الشناوي، وآخر فيلم يخرجه المخرج علي عبد الخالق.

## قصة الفيلم
تدور أحداث الفيلم في إطار كوميدي حول الشاب سعيد ظاظا الذي تقرر إحدى سيدات المجتمع ترشيحه لإنتخابات الرئاسة مستغلة في ذلك علاقاتها المتشعبة مع المسئولين بكونها رئيسة محطة تليفزيونية وإعلامية معروفة، فيفاجأ ظاظا بالترشيح وتتطور الأحداث في قالب كوميدي.
لكن الفيلم -كما يقول بعض النقاد- لمح إلى أحداث وموضوعات سياسية عدة.

## الممثلون
- هاني رمزي: بدور سعيد ظاظا

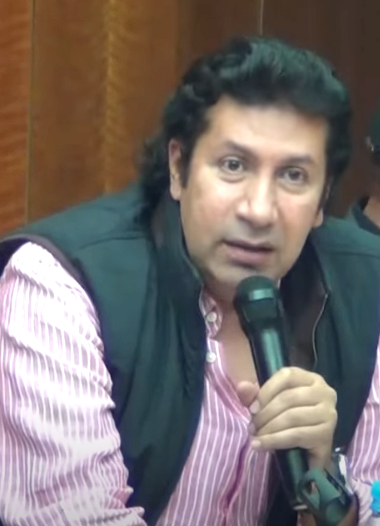
هاني رمزي (ممثل) (2014)

- كمال الشناوي: بدور متولي الحناوي رئيس الجمهورية
- زينة: بدور إيمان زوجة سعيد
- أميرة فتحي: بدور المذيعة رشا
- خيرية أحمد: بدور والدة سعيد
- السيد راضي: بدور رامز سكرتير رئيس الجمهورية
- محمد شرف: بدور حسين شقيق سعيد
- يوسف فوزي: بدور وزير الداخلية
- حسن كامي: بدور مستر جون
- أحمد ماهر
- نبيل نور الدين
- سيد مصطفى
- سعيد الصالح: بدور حامد والد إيمان
- لبنى محمود: بدور والدة إيمان
- سلمى غريب
- خيري حسن
- ألفت سكر

## روابط خارجية
- مقالات تستعمل روابط فنية بلا صلة مع ويكي بيانات